# Санчотельйо
Санчотельйо (ісп. Sanchotello) — муніципалітет в Іспанії, у складі автономної спільноти Кастилія-і-Леон, у провінції Саламанка. Населення — 232 особи (2010).
Муніципалітет розташований на відстані близько 170 км на захід від Мадрида, 60 км на південь від Саламанки.

## Демографія
Динаміка населення (INE ):